# Maria Celestina Fernandes
Maria Celestina Fernandes, född 1945, är en författare från Angola, känd för att skriva barnböcker. Hon har vunnit Jardim do Livro Infantil, ett litteraturpris för "främjande och uppvärdering av barn- och ungdomslitteratur i Angola, samt nominerats till Litteraturpriset till Astrid Lindgrens minne år 2010,, 2011 och 2012.

## Böcker på svenska
2010 - Karnevalsgruppen Regnbågen (Panta rei)

## Fotnoter
1. 1 2 3 4  läs online, www.ueangola.com .[källa från Wikidata]
2. ↑  All Africa: Angola: Writer Maria Celestina Fernandes Wins Children Literary Prize, hämtad 1 november 2012.
3. ↑  Litteraturpriset till Astrid Lindgrens minne, nominerade 2010 Arkiverad 23 januari 2018 hämtat från the Wayback Machine., hämtad 1 november 2012.
4. ↑  Litteraturpriset till Astrid Lindgrens minne, nominerade 2011 Arkiverad 1 april 2012 hämtat från the Wayback Machine., hämtad 1 november 2012.
5. ↑  Litteraturpriset till Astrid Lindgrens minne, nominerade 2012 Arkiverad 10 december 2015 hämtat från the Wayback Machine., hämtad 1 november 2012.